# 21 (album Adele)
21 – drugi album studyjny brytyjskiej piosenkarki Adele, wydany 24 stycznia 2011. Promowany był singlami „Rolling in the Deep”, „Someone Like You” i „Set Fire to the Rain”, które znalazły się na pierwszym miejscu listy przebojów w USA. Płyta na całym świecie sprzedała się w nakładzie ponad 30 mln i jest najlepiej sprzedającym się albumem XXI wieku.
Tytuł albumu, podobnie jak debiutanckiego 19, nawiązuje do wieku artystki w trakcie jego powstawania. Krążek zajmował szczyt listy Billboard 200 przez 24 tygodnie oraz był najlepiej sprzedającym się albumem na świecie w 2011, oraz 2012. Jest to czwarta najlepiej sprzedający się płyta wszech czasów w Wielkiej Brytanii oraz siedemnasty najlepiej sprzedający się album na świecie w historii. Krążek otrzymał uznanie krytyków i znalazł się na liście 500 albumów wszech czasów magazynu Rolling Stone. Dodatkowo został uwzględniony w książce 1001 Albums You Must Hear Before You Die oraz na liście 100 najlepszych albumów według Apple Music. W 2012 Adele otrzymała sześć nagród Grammy, w tym za album roku.

## Tło i charakterystyka

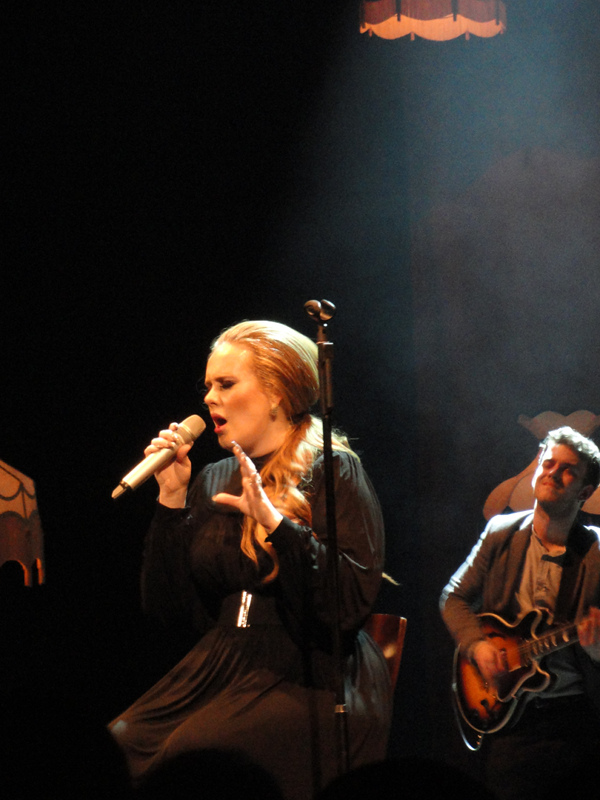
Adele w czasie koncertu w sierpniu 2011

28 stycznia 2008 Adele wydała swój debiutancki album 19. Krążek przyniósł artystce dwie nagrody Grammy, w tym w kategorii najlepszej nowej artystki. Adele rozpoczęła pracę nad drugą płytą z myślą o bardziej optymistycznym i nowoczesnym motywem, jednak okres pracy rozpoczął się wkrótce po tym, jak Adele rozstała się ze swoim partnerem, przez co brzmienie jest również melancholijne. Tworzenie krążka rozpoczęło się w 2010 roku od nagrania ballady „Take It All”. Początkowo piosenkarka chciała zatytułować album Rolling in the Deep, jednak postanowiła (podobnie jak w przypadku jej debiutanckiego albumu) nawiązać w tytule do jej wieku w trakcie rozpoczęcia prac nad dziełem.
Album definiowany jest gatunkowo jako soul z elementami muzyki: jazz, pop, gospel oraz blues. Krążek zainspirowany był twórczością: Sinéad O’Connor, Mary J. Blige, Dolly Parton, Arethy Franklin oraz Neko Case. Ułożenie piosenek na albumie koreluje z emocjami przeżywanymi po zerwaniu, od gniewu i goryczy do uczuć samotności, złamanego serca i żalu, a na końcu akceptacji.

## Promocja i wydanie
29 listopada 2010 Adele wydała utwór „Rolling in the Deep”, jako pierwszy singiel promocyjny nowego albumu. 9 grudnia tego samego roku piosenkarka wykonała utwór w trakcie Royal Variety Performance. 21 stycznia 2011 wystąpiła w trakcie finału programu The Voice of Holland. Album opublikowany został 24 stycznia 2011 nakładem wytwórni XL Recordings oraz Columbia Records. Tego samego dnia do wytwórni radiowych przekazany został drugi singiel „Someone Like You”. W dniu premiery Adele wykonała utwory z nowego albumu w wersji akustycznej w sali koncertowej Tabernacle. 15 lutego wystąpiła z utworem „Someone Like You” w trakcie ceremonii wręczenia Brit Awards. Od marca do października 2011 odbywała się trasa koncertowa Adele Live.

## Odbiór

### Sukces komercyjny
Według Billboardu, 21 jest najlepiej sprzedającym się albumem dekady 2010–2020 w Stanach Zjednoczonych, natomiast według BBC jest najlepiej sprzedającą się płytą XXI wieku. W Stanach Zjednoczonych album zadebiutował na szczycie listy Billboard 200, gdzie pozostał przez 24 tygodnie, co stanowi rekord dla najdłużej zajmującego szczyt listy przebojów w USA krążka kobiecego. Był to najlepiej sprzedający się album na świecie w 2011 oraz 2012. Do grudnia 2011 21 został sprzedany w ponad 3,4 mln egzemplarzy w samej Wielkiej Brytanii, gdzie został okrzyknięty najlepiej sprzedającą się płytą XXI wieku, pokonując płytę Back to Black Amy Winehouse. Adele została również pierwszą artystką w historii, która sprzedała trzy miliony swoich albumów w ciągu jednego roku kalendarzowego.
W Wielkiej Brytanii krążek zadebiutował na pierwszym miejscu listy przebojów i pozostał na szczycie listy przez 23 tygodnie. Sukces albumu przyczynił się do wzrostu popularności debiutanckiego dzieła Adele 19, który po premierze 21 uplasował się na drugim miejscu Brytyjskiej listy przebojów. Adele zdobyła rekord Guinnessa jako pierwsza artystka, która miała jednocześnie dwa single i dwa albumy w pierwszej piątce listy przebojów w Wielkiej Brytanii. Krążek zajmował pierwsze miejsce Irlandzkiej listy przebojów przez 35 tygodni, co stanowi rekord. W Polsce był to najlepiej sprzedający się album 2011.

### Reakcje krytyków
| Autor                | Lista                                      | Pozycja      | Przypis |
| -------------------- | ------------------------------------------ | ------------ | ------- |
| Apple Music          | 100 najlepszych albumów wszech czasów      | 15. miejsce  | [ 51 ]  |
| Associated Press     | 10 najlepszych albumów 2011 roku           | 1. miejsce   | [ 52 ]  |
| Billboard            | 10 najlepszych albumów 2011 roku           | 1. miejsce   | [ 53 ]  |
| Billboard            | 100 najlepszych albumów dekady (2010–2019) | 10. miejsce  | [ 54 ]  |
| Digital Spy          | 25 najlepszych albumów 2011 roku           | 1. miejsce   | [ 55 ]  |
| Entertainment Weekly | 20 najlepszych albumów 2011 roku           | 1. miejsce   | [ 56 ]  |
| Los Angeles Times    | 10 najlepszych albumów 2011 roku           | 1. miejsce   | [ 57 ]  |
| Time                 | 10 najlepszych albumów 2011 roku           | 1. miejsce   | [ 58 ]  |
| Rolling Stone        | 50 najlepszych albumów 2011 roku           | 1. miejsce   | [ 59 ]  |
| Rolling Stone        | 100 najlepszych albumów dekady (2010–2019) | 8. miejsce   | [ 60 ]  |
| Rolling Stone        | 500 najlepszych albumów wszech czasów      | 137. miejsce | [ 61 ]  |

### Nagrody i nominacje
| Rok  | Nagroda                 | Kategoria                      | Rezultat  | Przypis |
| ---- | ----------------------- | ------------------------------ | --------- | ------- |
| 2011 | American Music Awards   | Ulubiony album pop/rock        | Wygrana   | [ 62 ]  |
| 2011 | Danish Music Awards     | Międzynarodowy album roku      | Wygrana   | [ 63 ]  |
| 2011 | Mercury Prize           | Album roku                     | Nominacja | [ 64 ]  |
| 2011 | Soul Train Music Awards | Album roku                     | Nominacja | [ 65 ]  |
| 2012 | Billboard Music Awards  | Top Billboard 200 Album        | Wygrana   | [ 66 ]  |
| 2012 | Billboard Music Awards  | Top Pop Album                  | Wygrana   | [ 66 ]  |
| 2012 | Brit Awards             | Brytyjski album roku           | Wygrana   | [ 67 ]  |
| 2012 | Fryderyki               | Najlepszy międzynarodowy album | Wygrana   | [ 68 ]  |
| 2012 | Grammy Awards           | Album roku                     | Wygrana   | [ 69 ]  |
| 2012 | Grammy Awards           | Najlepszy popowy album wokalny | Wygrana   | [ 69 ]  |
| 2012 | Ivor Novello Awards     | Album roku                     | Nominacja | [ 70 ]  |
| 2012 | Juno Awards             | Międzynarodowy album roku      | Wygrana   | [ 71 ]  |
| 2012 | People’s Choice Awards  | Ulubiony album                 | Nominacja | [ 72 ]  |
| 2013 | Billboard Music Awards  | Top Billboard 200 Album        | Nominacja | [ 73 ]  |
| 2013 | Billboard Music Awards  | Top Pop Album                  | Wygrana   | [ 73 ]  |

## Lista utworów
| Lp.               | Tytuł                        | Muzyka i słowa                                                                           | Czas |
| ----------------- | ---------------------------- | ---------------------------------------------------------------------------------------- | ---- |
| 1                 | „Rolling in the Deep”        | Adele, Paul Epworth                                                                      | 3:48 |
| 2                 | „Rumour Has It”              | Adele, Ryan Tedder                                                                       | 3:43 |
| 3                 | „Turning Tables”             | Adele, Tedder                                                                            | 4:10 |
| 4                 | „Don’t You Remember”         | Adele, Dan Wilson                                                                        | 4:03 |
| 5                 | „Set Fire to the Rain”       | Adele, Fraser T. Smith                                                                   | 4:02 |
| 6                 | „He Won’t Go”                | Adele, Epworth                                                                           | 4:38 |
| 7                 | „Take It All”                | Adele, Francis White                                                                     | 3:48 |
| 8                 | „I’ll Be Waiting”            | Adele, Epworth                                                                           | 4:01 |
| 9                 | „One and Only”               | Adele, Wilson, Greg Wells                                                                | 5:48 |
| 10                | „Lovesong”                   | Robert Smith, Simon Gallup, Roger O’Donnell, Porl Thompson, Lol Tolhurst, Boris Williams | 5:16 |
| 11                | „Someone Like You”           | Adele, Wilson                                                                            | 4:45 |
| Dodatkowe utwory: |                              |                                                                                          |      |
| 1                 | „If It Hadn’t Been for Love” | Michael Henderson, Christopher Stapleton                                                 | 3:09 |
| 2                 | „Hiding My Heart”            | Adele, Tim Hanseroth                                                                     | 3:28 |

## Notowania i sprzedaż
| Lista przebojów (2011-2012)          | Pozycja |
| ------------------------------------ | ------- |
| Australijska lista przebojów         | 1       |
| Austriacka lista przebojów           | 1       |
| Belgijska lista przebojów (Flandria) | 1       |
| Belgijska lista przebojów (Walonia)  | 1       |
| Kanadyjska lista przebojów           | 1       |
| Czeska lista przebojów               | 1       |
| Duńska lista przebojów               | 1       |
| Holenderska lista przebojów          | 1       |
| Fińska lista przebojów               | 1       |
| Francuska lista przebojów            | 1       |
| Niemiecka lista przebojów            | 1       |
| Irlandzka lista przebojów            | 1       |
| Włoska lista przebojów               | 1       |
| Japońska lista przebojów             | 4       |
| Meksykańska lista przebojów          | 1       |
| Nowozelandzka lista przebojów        | 1       |
| Norweska lista przebojów             | 1       |
| Polska lista przebojów               | 1       |
| Rosyjska lista przebojów             | 2       |
| Hiszpańska lista przebojów           | 2       |
| Szwedzka lista przebojów             | 2       |
| Szwajcarska lista przebojów          | 1       |
| Brytyjska lista przebojów            | 1       |
| Amerykańska lista przebojów          | 1       |
| Węgierska lista przebojów            | 1       |

| Kraj                          | Certyfikat                      | Sprzedaż    |
| ----------------------------- | ------------------------------- | ----------- |
| Australia (ARIA)              | 17x platynowa płyta             | 1 190 000+  |
| Austria (IFPI Austria)        | platynowa płyta                 | 20 000+     |
| Belgia (BEA)                  | 6x platynowa płyta              | 180 000+    |
| Brazylia (Pro-Música Brasil)  | 3x diamentowa płyta             | 480 000+    |
| Dania (IFPI Danmark)          | 10x platynowa płyta             | 200 000+    |
| Finlandia (Musiikkituottajat) | 2x platynowa płyta              | 83 200+     |
| Francja (SNEP)                |                                 | 1 740 000+  |
| Hiszpania (Promusicae)        | 5x platynowa płyta              | 300 000+    |
| Holandia (NVPI)               | 4x platynowa płyta              | 500 000+    |
| Irlandia (IRMA)               | 18x platynowa płyta             | 270 000+    |
| Kanada (MC)                   | 2x diamentowa płyta             | 1 600 000+  |
| Meksyk (AMPROFON)             | diamentowa + 3x platynowa płyta | 480 000+    |
| Niemcy (BVMI)                 | 8x platynowa płyta              | 1 600 000+  |
| Norwegia (IFPI Norge)         | platynowa płyta                 | 100 000+    |
| Nowa Zelandia (RMNZ)          | 13x platynowa płyta             | 195 000+    |
| Polska (ZPAV)                 | 2x diamentowa płyta             | 200 000+    |
| Portugalia (AFP)              | 2x platynowa płyta              | 30 000+     |
| Stany Zjednoczone (RIAA)      | 14x platynowa płyta             | 14 000 000+ |
| Szwajcaria (IFPI Schweiz)     | 7x platynowa płyta              | 210 000+    |
| Szwecja (GLF)                 | 3x platynowa płyta              | 120 000+    |
| Węgry (MAHASZ)                | platynowa płyta                 | 6 000+      |
| Wielka Brytania (BPI)         | 18x platynowa płyta             | 5 400 000+  |
| Włochy (FIMI)                 | 9x platynowa płyta              | 450 000+    |